# Sinnesbehinderung
Unter dem ehemals verwendeten Oberbegriff Sinnesbehinderung werden körperliche Beeinträchtigungen der Sinneswahrnehmung zusammengefasst, die die Fern-Sinneskanäle (Gehörsinn und den Gesichtssinn) betreffen.

## Terminologie: Sinnesbeeinträchtigung statt Sinnesbehinderung
Seit der in Deutschland im Jahr 2009 ratifizierten UN-Behindertenrechtskonvention (2006) wird „Behinderung“ nicht mehr als ein ausschließlich auf die gesundheitliche Beeinträchtigung beschränkter Begriff verwendet. So lautet Artikel 1 der UN-BRK in deutscher Fassung (Schattenübersetzung): „Zu den Menschen mit Behinderungen zählen Menschen, die langfristige körperliche, seelische, geistige oder Sinnesbeeinträchtigungen haben, die in Wechselwirkung mit verschiedenen Barrieren ihre volle und wirksame Teilhabe gleichberechtigt mit anderen an der Gesellschaft behindern können.“ Es ist folglich nur möglich von Sinnesbeeinträchtigungen zu sprechen, wenn man sich sprachlich ausschließlich auf die körperliche Ebene oder auf eine bestimmte Form der Sinnesbeeinträchtigung zu beziehen beabsichtigt.
Auch in der neuen Definition der World Health Organisation WHO ist der unscharfe Sammelbegriff der Behinderung (engl.: disability) nicht auf den Einzelnen zu beziehen, sondern gleichermaßen auf zwischenmenschliche soziale und kulturelle Dimensionen:

„Disabilities is an umbrella term, covering impairments, activity limitations, and participation restrictions. An impairment is a problem in body function or structure; an activity limitation is a difficulty encountered by an individual in executing a task or action; while a participation restriction is a problem experienced by an individual in involvement in life situations. Disability is thus not just a health problem. It is a complex phenomenon, reflecting the interaction between features of a person’s body and features of the society in which he or she lives.“

Im deutschen Sprachgebrauch wird die Unterscheidung von Behinderung (engl.: disability) und körperlicher Beeinträchtigung (engl.: impairment) noch nicht immer konsequent vollzogen. Dies kann unberücksichtigt zu gravierenden Missverständnissen führen. Will man sprachlich zum Ausdruck bringen, dass man keine Reduktion von Menschen auf ihre körperliche Verfasstheit sowie daraus resultierenden Diskriminierungen beabsichtigt, ist die begriffliche Abgrenzung von einem rein medizinischen Modell von Behinderung sinnvoll.
Im November 2015 hat das Bundesministerium für Arbeit und Soziales (BMAS) einen Entwurf für ein neues Behindertengleichstellungsgesetz (BGG) veröffentlicht. Dieses sieht unter anderem die stringente Verwendung der Terminologie „Menschen mit Behinderungen“ statt „behinderte Menschen“ in Gesetzestexten des BGG sowie im I. und X. Sozialgesetzbuch vor.
Am 28. Juni 2016 wurden das Bundesteilhabegesetz (BTHG) sowie der Nationale Aktionsplan 2.0 zur gesamtgesellschaftlichen Umsetzung der Teilhaberechte von Menschen mit Beeinträchtigungen beschlossen: „Mit dem Bundesteilhabegesetz (BTHG) soll die Eingliederungshilfe aus dem 'Fürsorgesystem' der Sozialhilfe herausgeführt werden.“

## Anspruch auf gleichberechtigte Teilhabe: Ausbildung, Arbeit und Gesellschaft
Menschen mit einer Sinnesbeeinträchtigung und Eltern, deren Kinder einen Anspruch auf ein sonderpädagogisches Bildungsangebot haben, können in Deutschland zum Beispiel in Baden-Württemberg seit einer Änderung des Schulgesetzes zu Inklusion am 15. Juli 2015 (Geltung seit Schuljahr 2015/16) frei wählen, ob sie gemeinsam mit Kindern ohne sonderpädagogischen Förderbedarf an einer allgemeinen Schule lernen oder ob sie das Angebot eines Sonderpädagogischen Bildungs- und Beratungszentrum (SBBZ) in Anspruch nehmen.
Der Ratifizierung der UN-BRK entsprechend wirkt die Deutsche Bundesregierung verstärkt darauf hin, dass Menschen mit Beeinträchtigungen nicht mehr in sogenannten Sonderschulen oder speziellen Einrichtungen ausgesondert werden. Die Verbesserung einer den Fähigkeiten entsprechenden schulischer, universitären sowie beruflichen Förderung sowie der gleichberechtigte Zugang zum Arbeitsmarkt und angemessene Arbeitsbedingungen sind Teil der (Initiative Inklusion) sowie des Bundesteilhabegesetz (BTHG).

## Sinnesbeeinträchtigungen in der Sonderpädagogik
Die Fern-Sinneskanäle erhalten als wichtiger Träger der Informationsaufnahme besondere sonderpädagogische Beachtung. Zu den Beeinträchtigungen der Fernsinne zählen zum Beispiel Beeinträchtigungen des Gehörs wie Schwerhörigkeit oder Gehörlosigkeit, Beeinträchtigungen des Sehsinns wie Blindheit oder Fehlsichtigkeit und Taubblindheit als eine Kombination von mehr oder minder stark ausgeprägten Beeinträchtigungen beider Fernsinne.
Neben den Fernsinnen (Gehörsinn und Gesichtssinn) gelten die übrigen Sinne (Nah-Sinneskanäle: Geruchssinn → Anosmie, Geschmackssinn → Ageusie und Tastsinn → Anästhesie) in sonderpädagogischer Sicht nicht als in erster Linie zu fördernde Beeinträchtigungen.